# پلوبرگ
پلوبرگ (به آلمانی: Pöllauberg) یک منطقهٔ مسکونی در اتریش است که در هارتبرگ فورستنفلد واقع شده‌است. پلوبرگ ۳۳٫۸۵ کیلومتر مربع مساحت دارد ۷۵۳ متر بالاتر از سطح دریا واقع شده‌است.